# Ivan Dunković
Ivan Duknović (Vinišće, 1440. – 1509) poznat pod pseudonimima Ioannes Dalmata, Giovanni da Trau bio je jedan od najvećih hrvatskih vajara iz perioda renesanse, koji je stekao i svetsku slavu, nakon što je najveća dela izvajao u Italiji i Mađarskoj.

## Život i karijera
Rođen je u Vinišću, na brdu zvanom Orihovica 1440. godine. Rodna kuća mu je bila blizu kamenoloma Voluje iz kojih se uzimao kamen za trogirsku katedralu, i u kome je najverovatnije klesarski zanat izučio radeći s ocem  Stjepanom, koji je bio protomajstor trogirskih kamenorezaca i graditelj zvonika trogirske katedrale. Međutim ko su mu bili učitelji vajarstva do danas nije poznato.
Boravak u Italiji
Sa dvadeset godina (oko 1460)  otišao je u Italiju u kojoj je nastavio umetničko školovanje. U  Rimu je stupio u službu kardinala Pietra Barboa (kasnije papе Pavao II), i na širem području Rima stvarao više od dvadeset godina. Kao zreo majstor bio je spreman i sposoban za vrlo vredne narudžbine, jer se uklapao u vrhove tamošnjega renesansnoga vajarstva.
Nakon mukotrpnog rada u Italiji Ivan je stekao slavu jednog od vodećih vajara, za izradu renesansnih nadgrobnih spomenika.
Boravak u Ugarskoj
Oko 1486. godine Duknović odlazi u Ugarsku na poziv tadašnjeg kralja Matije Korvina. Kao kraljev vajar, proširuje tematiku rad i radi na uređenju Kraljevske palate u Višegradu.  
Iako su Duknovićeva dala iz vrema boravka u Ugarskoj stradala već u prvim najezdama Turaka, figuralna fontana Herakla s lernejskom hidrom i kruna izvora iz kraljevske vile u mađarskom Višegradu kao i reljefna pala oltara iz pavlinske crkve u Diošđeru potvrđuju njegov visoki umetnički izraz.
Zbog njegovih zasluga za prenošenje duha italijanske renesanse u oblast Dunava i za unapređivanje umetnosti u tim krajevima, Duknovića se dopao Kralju Matiji koji ga je nagradio plemićkim zvanjem,  
i dodelom feudalnog dvorca Majkovec u Hrvatskoj. Smatra se da je u tom istorijskom razdoblju Dukanović portretisao ugledne ličnosti iz humanističkoga kruga, a pripisuje mu se i izrada niza plitkoreljefnih portreta, koji se dana čuvaju po evropskim muzejima, uključujući fragmente nadgrobne ploče biskupa Baratina, koja se danas čuva u muzeju u Zagrebu.
Veza sa Trogirom
Iako je najveći deo živora stvarao umetnička dela u inostrtanstvu, sve vreme je održavao veze sa zavičajem. Iz tih veza sa rodnim gradom nastala su sledeća dela:
- dve statue (Svetog Ivana i Svetog Tome), za kapelu trogirskog zaštitnika Svetog Ivana
- kip anđela (putta) grbonoše, za istočni portal palate Ćipiko.
- četiri kipa u Trogiru i na ostrvu Čiovu.

Navedeni radovi smatraju se najboljim delima zrelog renesansnog vajarstva u Hrvatskoj.
Poslednji dani u Veneciji
Pošto su Dubrovčani odbili da ga prime u službu, Dunković je zadnje godine života proveo u Veneciji, u kojoj je 1498. godine prihvatio vajanje monumentalnoga oltara Svetog Marka (sa 17 figura), ali ga nije završio, a ono što je stvorio nije očuvano. Iz tog periode potiče izražajni reljef Blažene Device Marije u padovanskomu muzeju i poprsje A. Zena u muzeju Correr. Zadnji svoj rad, grobnicu Blaženoga G. Gianellija, Duknović je pred smrt 1509. ostavio u katedrali u Ankoni.
- Grob kardinala Tabaldia
- Dekoratrivni elementi, na bazilici u Vatikanu
- Portal palate u Venciji

## Umentničko stvaralaštvo

### Doprinos razvoju renesansne umetnosti u Italiji
Nakon što je  u prvim radovima iskazo svoje umeće Ivan Dunković je iako jako mlad vajar, u Rimu je izradio dva portala na Venecijanskoj palati, skulpture za monumentalnu grobnicu pape Pavla II u bazilici Svetog Petra (koja je sada demontirana a smatra se najvećom ikad izgrađenom grobnicom u Rimu). 
| „ | Njegov rad karakteriše energičnost i živost, a lica njegovih skulptura zrače psihološkom uverljivošću. Lica svetaca ne prikazuje idealistički, nego ih prožima realizmom, dajući im crte portreta. Prepoznatljiv je i po načinu oblikovanja tkanine – lepršave, oblikovane vetrom, s mnoštvom pregiba i malih trouglastih nabora koji se spuštaju niz telo – u čemu gotovo dostiže antičke uzore. | ” |

Svojim vajarskim delima Dunković ne samo da je zauzeo visok položaj u ukupnomu razvoju renesansne skulpture, već se ubraja među najznačajnije strane umetnike koji, ne samo da su dali svoj doprinos italijanskoj umetnosti, već i svojim iskustvom obogatili i kulturnu baštinu Hrvatske.
- 1509. Ankona
- 1509 Ankona
- Hrist koga nose anđeli, Sveti Augustin, Rim

### Figuralna fontana Herakla s lernejskom hidrom
U dvorištu Kraljevske palate u Višegradu u Mađarskoj, danas se nalazi kopija fontane od crvenog mermera pod nazivom „Figuralna fontana Herakla s lernejskom hidrom”, Dunkovićevo delo, koji je nastalo oko 1485. godine kada je on boravio u Ugarskoj na dvoru Matije Korvina. Izradom fontane on je proširio tematiku svog dotadašnjeg rada.
Zanimljivost
U stara vremena, na banketim i večernim druženjima, iz fontane Herakla s lernejskom hidrom je umesto vode teklo penušavo vino, koje su pili gosti kraljevskog para, Mateaša i Beatrise.

## Priznanja
Njegova dela danas se čuvaju u Luvru i Vatikanskim muzejima, a u rodnom Trogiru odnedavno je izložena stalna postavka njegovih radova u Muzeju grada Trogira.

## Spoljašnje veze
Mediji vezani za članak Ivan Dunković na Vikimedijinoj ostavi